# Atastagonie
Atastagonie, jedno od niza neidentificiranih plemena američkih Indijanaca u prvoj polovici 18. stoljeća naseljenih na jugu Teksasa. Poznati su iz izvještaja Pedra de Rivere iz 1736. godine. Možda su identični s plemenom Taztasagonie.

## Vanjske poveznice
- Atastagonie Indians